# 1908년 하계 올림픽 복싱 남자 71.67kg이상급
1908년 하계 올림픽 복싱 남자 71.67kg이상급은 영국 런던에서 개최된 1908년 하계 올림픽 복싱의 세부 종목이다. 10월 27일에 경기가 진행되었고, 1개국에서 선수 6명이 참가하였다.

## 경기장
| 도시     | 경기장              | 원어명                | 비고 |
| -------- | ------------------- | --------------------- | ---- |
| 노샘프턴 | 노샘프턴 인스티튜트 | Northampton Institute |      |

## 경기 결과
| 8강                          | 8강 |  |                              | 준결승              | 준결승 |  |  | 결승                | 결승 |
|                              |     |  |                              |                     |        |  |  |                     |      |
| 시드니 이번스 (GBR)          | KO1 |  |                              |                     |        |  |  |                     |      |
| 알버트 아이어턴 (GBR)        | L   |  |                              | 시드니 이번스 (GBR) | 2      |  |  |                     |      |
| 프레더릭 모스틴 파크스 (GBR) | 2   |  | 프레더릭 모스틴 파크스 (GBR) | 1                   |        |  |  |                     |      |
| 해럴드 브리워 (GBR)          | 0   |  |                              |                     |        |  |  | 시드니 이번스 (GBR) | L    |
| 알버트 올드먼 (GBR)          | KO1 |  |                              |                     |        |  |  | 알버트 올드먼 (GBR) | KO1  |
| 이안 마이럼스 (GBR)          | L   |  |                              | 알버트 올드먼 (GBR) | -      |  |  |                     |      |
|                              | -   |  | 부전승                       | -                   |        |  |  |                     |      |
|                              | -   |  |                              |                     |        |  |  |                     |      |

## 메달리스트
| 금                   | 은                   | 동                            |
| 알버트 올드먼 · 영국 | 시드니 이번스 · 영국 | 프레더릭 모스틴 파크스 · 영국 |

## 참고 자료
- (영어) 국제 올림픽 위원회 메달리스트 데이터베이스
- 국제 올림픽 위원회 - 1908년 하계 올림픽 복싱 경기 결과 (영어)
- (영어) “Boxing at the 1908 London Summer Games: Men's Heavyweight”. sports-reference.com. 2008년 8월 26일에 원본 문서에서 보존된 문서. 2011년 7월 9일에 확인함.
- (영어) De Wael, Herman. “Herman's Full Olympians: "Boxing 1908".”. 2016년 3월 5일에 원본 문서에서 보존된 문서. 2018년 11월 30일에 확인함.
- Cook, Theodore Andrea (1908). 《The Fourth Olympiad, Being the Official Report》. London: British Olympic Association.